# カール・ヴィルヘルム・フリードリヒ (ブランデンブルク＝アンスバッハ辺境伯)
カール・ヴィルヘルム・フリードリヒ・フォン・ブランデンブルク＝アンスバッハ（Karl Wilhelm Friedrich von Brandenburg-Ansbach、1712年5月12日 - 1757年8月3日）は、アンスバッハ侯領の辺境伯（在位：1729年 - 1757年）。ブランデンブルク＝アンスバッハ辺境伯ヴィルヘルム・フリードリヒとその妻クリスティアーネ・シャルロッテ・フォン・ヴュルテンベルクとの息子。野蛮伯（Wilde Markgraf）とも呼ばれる。

## 生涯
父の死後、母の後見下で統治を始めた。カール・ヴィルヘルム・フリードリヒは典型的な絶対君主で、贅沢な宮廷生活を送った。その為、次男のカール・アレクサンダーに200万から300万帝国ターラーの負債を遺している。狩りにも熱中しており、その費用は国家歳出の10%にも及んだ。
また、アンスバッハ侯領内に多くの建造物を建設してもいる。建築家レオポルド・レッティを使い、アンスバッハ城を改築し、グンツェンハウゼンに2つの城を築いた。彼の治世の間に56の教会や教区監督の館が建造された。1736年から1738年にはアンスバッハの聖グンベルトゥス教会が典型的な辺境伯様式に拡張・改修された。
狩猟の中でも特に鷹狩りを好み、1730年には建築家カール・フリードリヒ・フォン・ツォヒャに対して、トリースドルフ（現ヴァイデンバッハ）にタカとサギの館を造るよう依頼している。ツォヒャは後に意見の衝突からレオポルト・レッティに交替させられた。1748年6月14日に設立された鷹狩り場により、彼はヨーロッパ最大の鷹狩り場の所有者となった。1730年のヨハネ祭（6月24日）から1748年6月までに彼が趣味につぎ込んだ金額は50万グルデン以上に上った。膨大な浪費に構わず、狩りに関してさらに2つの建物を建設している。ヴァイデンバッハの、後にGut Plein Desirと呼ばれるようになる建物と、グンツェンハウゼンの、現在は勧業銀行が使っているHeydenab宮殿である。
1757年8月2日に卒中の発作により倒れ、亡くなった。

## 子供
1729年、プロイセン王フリードリヒ・ヴィルヘルム1世の娘フリーデリケ・ルイーゼ・フォン・プロイセン（1714年 - 1784年）と結婚した。この結婚から産まれた子供は以下の通り。
- カール（1733年 - 1737年）
- カール・アレクサンダー（1736年 - 1806年）

カール・ヴィルヘルム・フリードリヒの狩り好きは、ヴァイデンバッハのタカと、子孫を遺した。カール・ヴィルヘルム・フリードリヒは、愛妾となったライデンドルフの鷹匠の娘エーファ・エリーザベト・ヴュンシュとの間に4人の子供をもうけた。このうち、2人の息子フリードリヒ・カール（1734年 - 1796年）とフリードリヒ・フェルディナント・ルートヴィヒ（1748年 - 1811年）は、後にファルケンハウゼン男爵を名乗った。辺境伯は、この跡継ぎにはなれない庶出の息子にも財産を与えたのだった。フリードリヒ・カールは、テュルンホーフェンとトラウツキルヒェンの城を、フリードリヒ・フェルディナント・ルートヴィヒはラウフェンビュルクとグンツェンハウゼン近郊のヴァルトの城を得た。
ヴァルト城は建築家カール・フリードリヒ・フォン・ツォヒャが自分自身のために築いた城館であったが、継承者のないまま亡くなったためカール・ヴィルヘルム・フリードリヒのものとなっていた。また、辺境伯は2人の庶子にシュヴェービッシュ・ハル近郊のビーバースフェルトの城を譲渡している。ヴァルトの城館には現在もファルケンハウゼン男爵家の末裔が住んでいる。